# Schloss Britz

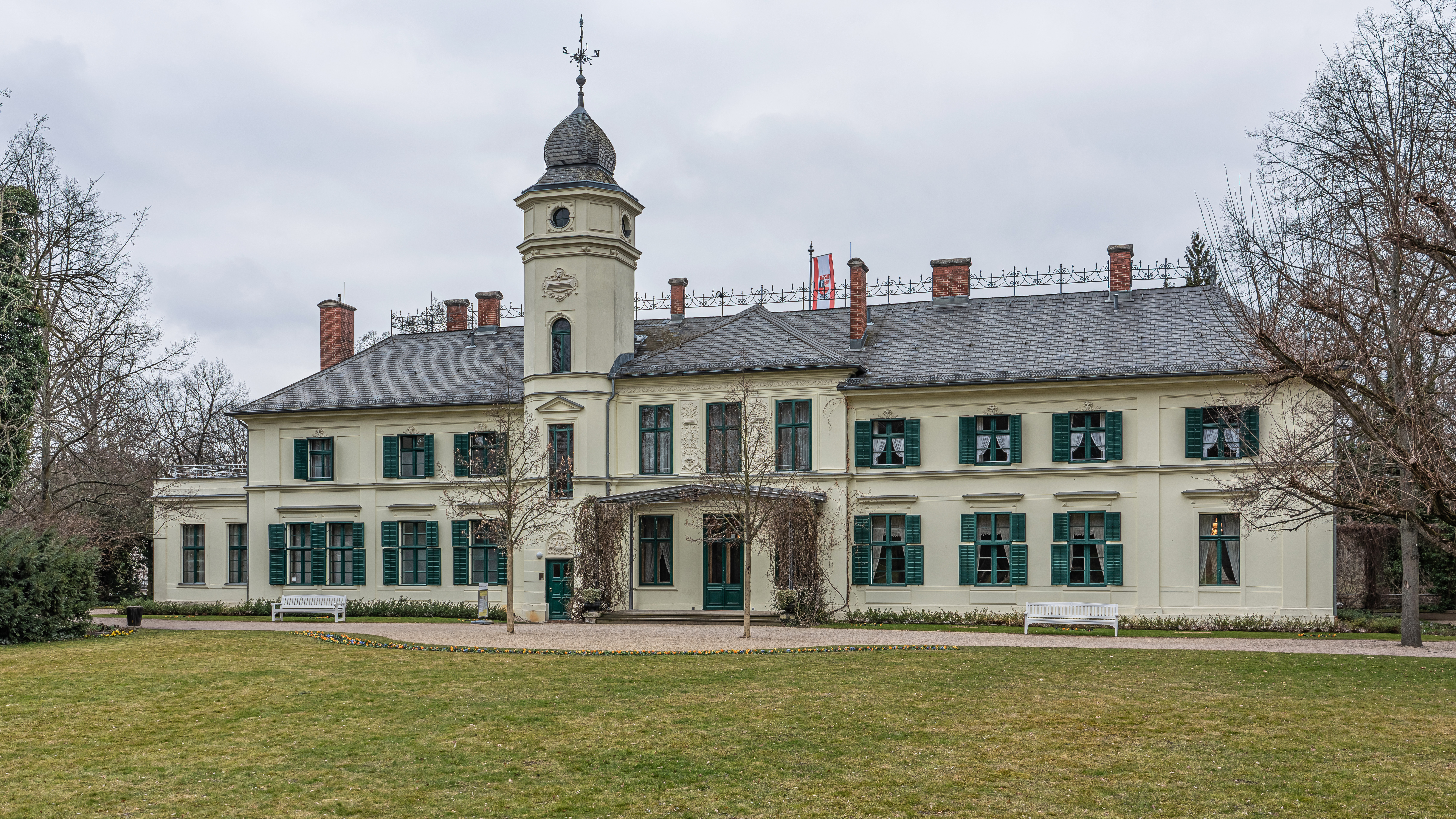
Schloss Britz, Parkseite

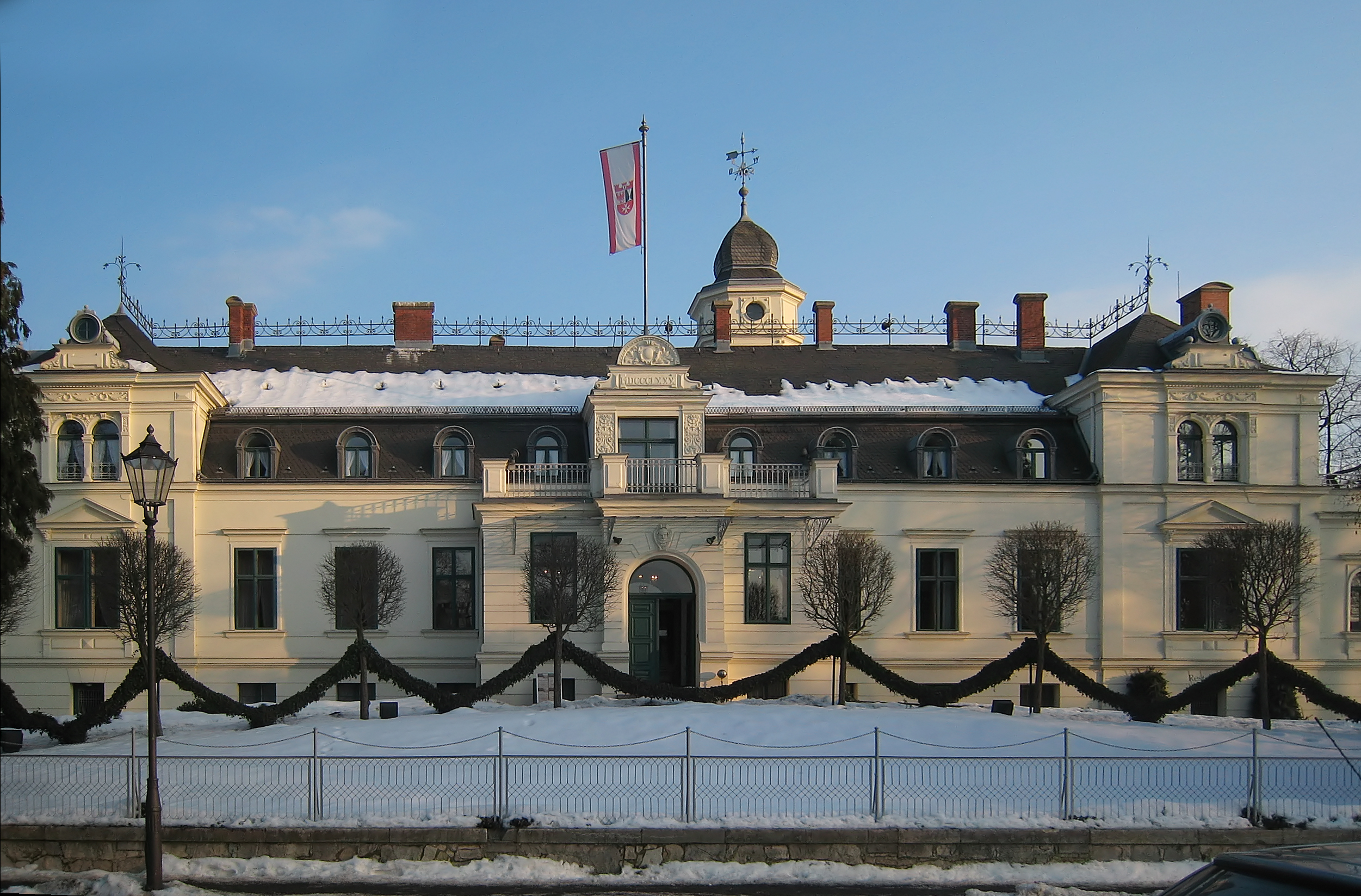
Schloss Britz, Straßenseite

Das Schloss Britz ist das ehemalige Herrenhaus auf dem historischen Rittergut des ehemaligen Dorfes Britz im gleichnamigen Ortsteil von Berlin. Es ist heute Sitz der Kulturstiftung Schloss Britz und beherbergt in den originalgetreu rekonstruierten Räumlichkeiten des 19. Jahrhunderts ein Museum für die Wohnkultur der Gründerzeit und bietet daneben Platz für wechselnde Sonderausstellungen, Lesungen und Konzerte. Der rund 300 Jahre alte Gutspark zeichnet sich durch seinen alten Baumbestand und ein verschlungenes Wegenetz von 1890 aus. 1997 erhielt der umfangreich rekonstruierte und restaurierte Park den Gustav-Meyer-Preis. Das Schloss ist ein geschütztes Kulturgut nach der Haager Konvention.
Auch der angrenzende Gutshof mit seinen historischen Wirtschaftsgebäuden aus dem 19. Jahrhundert bietet nach einer Umbauphase heute Platz und Raum für verschiedene weitere kulturelle Einrichtungen Neuköllns, wie dem Museum Neukölln und der Paul Hindemith Musikschule.

## Geschichte

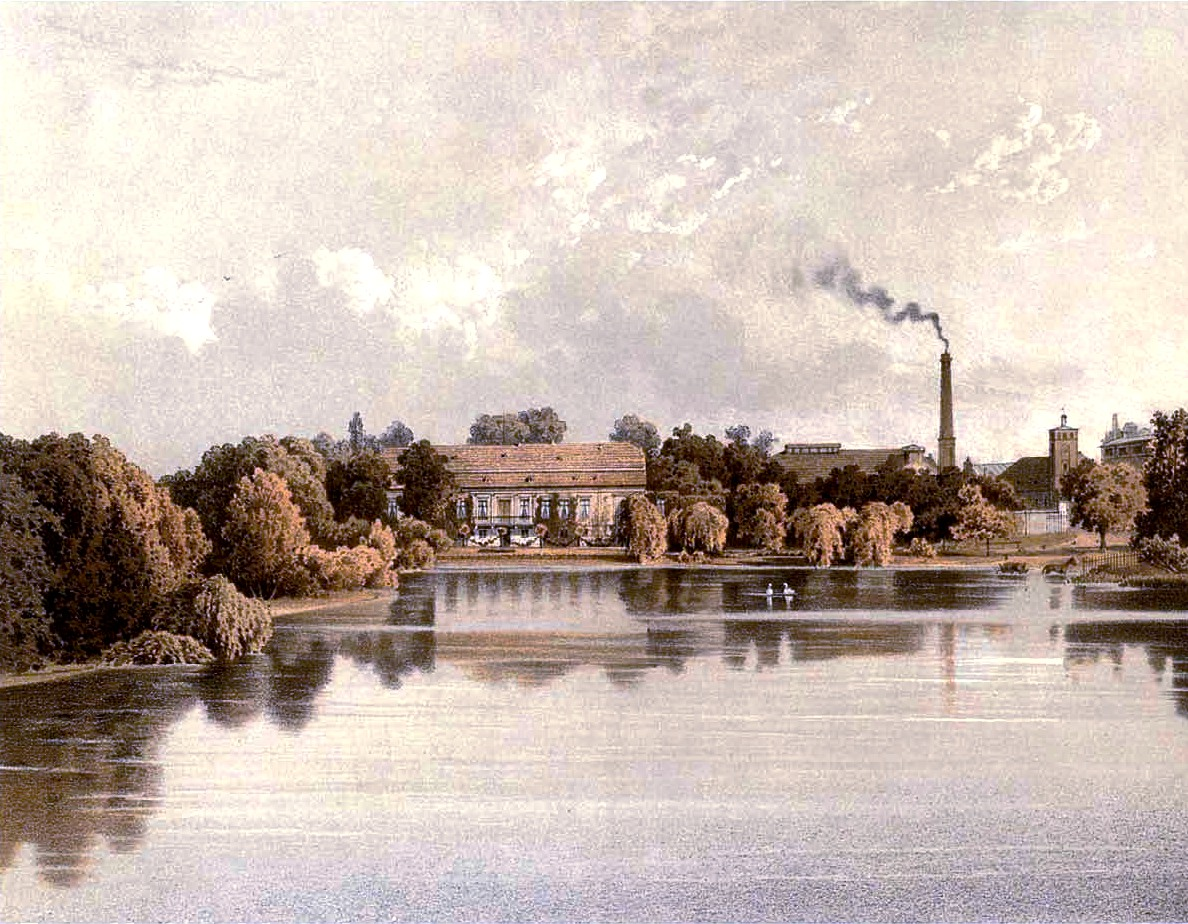
Rittergut Britz um 1860, Sammlung Alexander Duncker

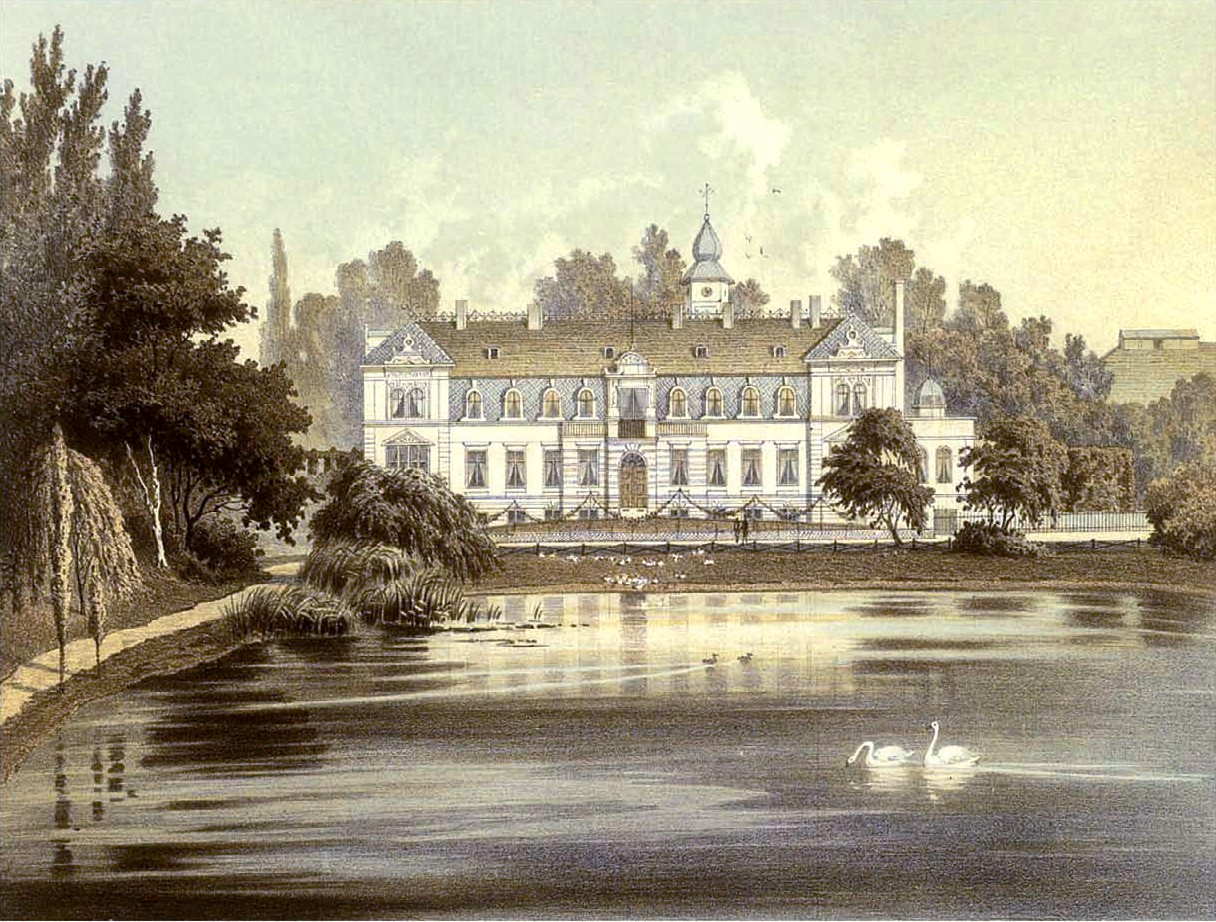
Rittergut Britz um 1880, Sammlung Alexander Duncker

im Jahr 1237 wurde Britz erstmals urkundlich als Dorf Britzig erwähnt, das Landbuch Karls IV. 1373 führte es als Briczik. Seit dem 13. Jahrhundert war die in den Ritterstand erhobene Familie derer von Britzke Lehensbesitzer und Bewohner des Ritterguts. Nachweislich befand sich im 16. Jahrhundert anstelle des Schlosses ein dem damaligen Stil entsprechendes Fachwerkhaus. Der Dreißigjährige Krieg mit seinen verheerenden Auswirkungen und wiederholte Erbteilungen zwangen die verwitwete Katharina von Britzke 1699 zum Verkauf des Anwesens an den preußischen Kurfürsten.
Der spätere preußische König Friedrich I. begünstigte seinen kurfürstlichen bzw. königlichen Kammerpräsidenten Samuel von Chwalkowski mit diesem Anwesen, der dies für 30.000 Taler erwarb. Nach seinem Tod 1705 vollendete sein Schwiegersohn den Bau eines soliden, neunachsigen und zweigeschossigen Steinhauses. Im Jahre 1717 unter dem Besitzer Friedrich Wilhelm Graf von Schwerin (1678–1727) wurde das Anwesen zum Allodialgut erklärt. Im 18. Jahrhundert war Schloss Britz unter anderem noch im Besitz von Heinrich Rüdiger von Ilgen sowie Graf Ewald Friedrich von Hertzberg. Ilgen besaß Schloss Britz von 1719 bis 1728 und diente als Staatsminister des Auswärtigen noch unter dem preußischen König Friedrich Wilhelm I. Hertzberg war 1763–1791 als Etat-, Kriegs- sowie Kabinettsminister einer der führenden außenpolitischen Köpfe in Preußen unter Friedrich II. Hertzberg richtete nicht nur in Britz eine Seidenproduktion ein, er ließ 1770–1772 die Innenräume des Herrenhauses durch den Maler Bernhard Rode mit Wand- und Deckengemälden völlig neu ausgestalten.
Im 19. Jahrhundert gelangte das Anwesen in den Besitz bürgerlicher Fabrikanten. Der Seidenhändler und Spritfabrikant Johann Carl (1800–1857) bewohnte von 1824 bis 1857 mit seiner Familie das Gutshaus ganzjährig und ließ es diesen Ansprüchen gemäß umbauen, sodass viel von dem Dekor des 18. Jahrhunderts verloren ging. Auch der Guts- und Wirtschaftshof wurde grundlegend um 1840–1850 umgebaut, wobei Vorbilder wie das Krongut Bornstedt bei Potsdam für die noch heute erhaltenen Gebäude Pate standen, typisch ist ihre unverputzte Ziegelbauweise im italienischen ländlichen Villenstil der Schinkel-Schule. Jouanne errichtete auch die erste Brennerei auf dem Gutshof zur Produktion von Kartoffelschnaps zur Steigerung seiner landwirtschaftlichen Produktivität und als zusätzliche Verdienstmöglichkeit. Jouanne war ein Schwager und Cousin des Friedrichsfelder Gutsherrn Carl von Treskow, der eng mit dem Landwirtschaftsreformer Albrecht Daniel Thaer zusammenarbeitete und 1822 eine landwirtschaftliche Reformschule gegründet hatte. Viele Reformideen zur Verbesserung der Landwirtschaft in Britz wurden aus Friedrichsfelde übernommen, zeitweise wurden beide Güter gemeinsam verwaltet. Auch in der nächsten Generation heirateten zwei Söhne der Familie v. Treskow in Friedrichsfelde in Britz ihre Cousinen Jouanne und setzten die enge Wirtschaftsgemeinschaft fort. Unter dem letzten Privatbesitzer, dem Rübenzuckerproduzent, Händler und Spirituosenfabrikanten Wilhelm A. J. Wrede, erhielt das Haus seine heutige schlossartige Gestalt. Es wurde 1880–1883 durch den Berliner Architekten Carl Busse zu einem großbürgerlichen Landhaus im Stil der Neorenaissance umgebaut, erhielt einen Treppenturm, repräsentative Innenräume im Stile des Historismus und einen Badanbau.
1924 verkauften die Erben des letzten Gutsherren, des Fabrikanten Wrede, das Anwesen an die Stadt Berlin. Nach dem Zweiten Weltkrieg diente Schloss Britz als Flüchtlings- und später als Kinderheim. 1971 wurde Schloss Britz unter Kulturgut- und Denkmalschutz gestellt. Nach einer umfassenden Restaurierung 1985–1988, die den Zustand des letzten Umbaus von 1883 wiederherstellte, wurde es erstmals öffentlich zugänglich gemacht und ist seitdem Ort zahlreicher Kulturveranstaltungen. Daneben dienen Übernachtungsräume im Obergeschoss dem Bezirk Neukölln als Gästezimmer und werden vom Hotel Estrel als Ausbildungshotel genutzt.

## Umgebung
Der benachbarte ehemalige Gutshof dient heute als ein Kulturstandort, auf dessen Gelände, unter anderem das Museum Neukölln, die Musikschule Paul Hindemith Neukölln sowie eine Freilichtbühne und ein Freigehege mit historischen Haustierrassen untergebracht sind. In unmittelbarer Nähe des Schloss- und Gutshofs schließt sich Richtung Nordosten die Hufeisensiedlung an, die, zwischen 1925 und 1933 errichtet, als eine wegweisende städtebauliche Anlage der architektonischen Moderne gilt und 2008 zum UNESCO-Welterbe erklärt wurde.

## Gutspark

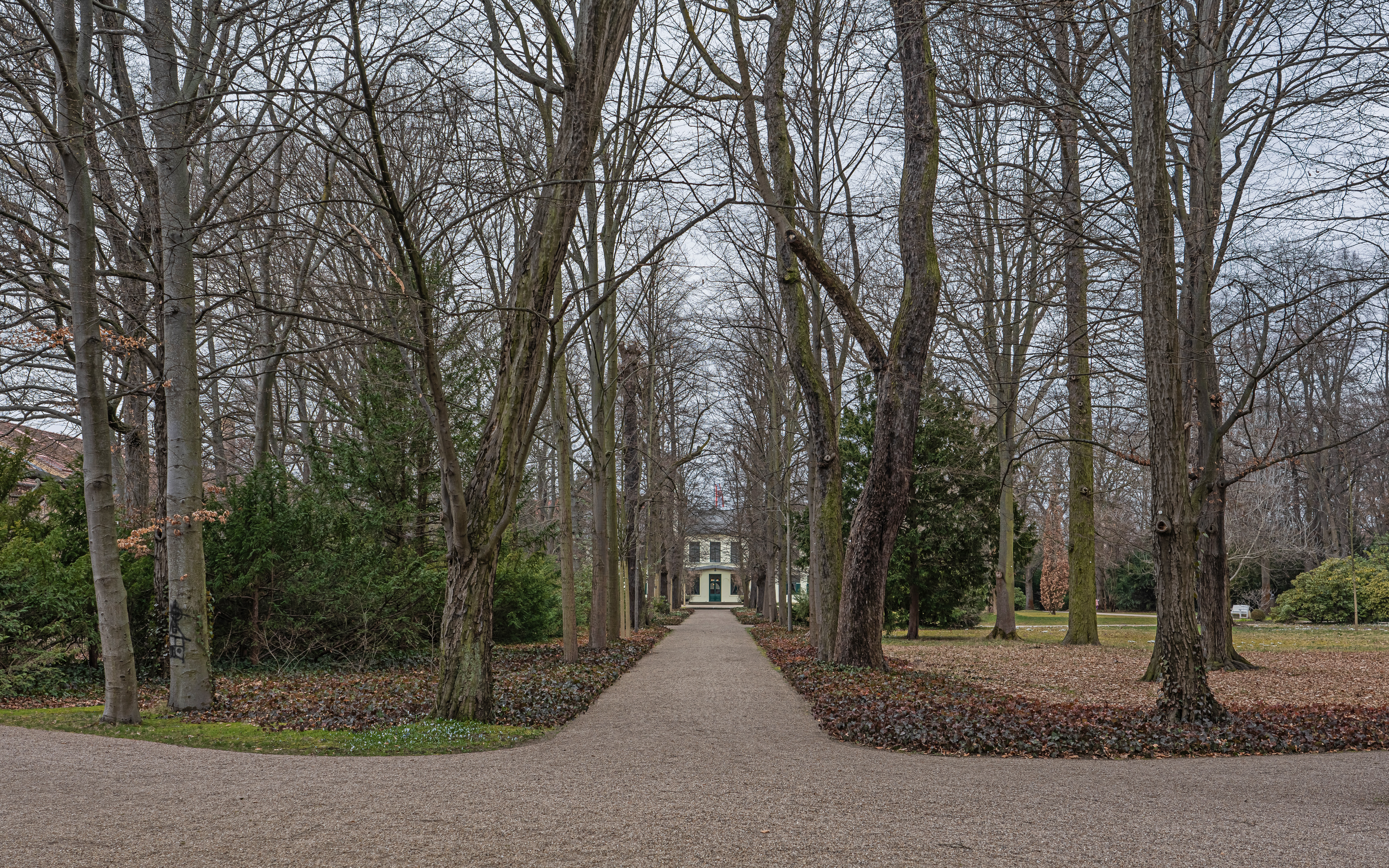
Eine Allee im Gutspark mit Blick auf das Schloss

Der heute rund 1,8 Hektar große Park weist eine über 300-jährige kontinuierliche Geschichte auf, die sich noch an vielen Elementen des Gartens nachvollziehen lässt. Anfang des 18. Jahrhunderts präsentierte sich der Park als ein typisch barocker Nutz- und Lustgarten eines adeligen Herrensitzes nach holländischem Vorbild. Vom damaligen rechtwinkligen Wegenetz ist noch die zentrale Lindenallee erhalten geblieben. Aus der Mitte des 19. Jahrhunderts stammen wohl die Reste eines Aha- (bzw. Ha-Ha-)Grabens, der den Park noch heute im Osten begrenzt. Das heutige Erscheinungsbild gestaltete maßgeblich der 1888 von Wrede beauftragte königliche Garteninspektor Wilhelm Nahlop, der über 25 Jahre als Obergärtner für den Park verantwortlich war. Das kurvige Wegesystem wurde noch weiter ausgebaut, Blumenrabatten, exotische Topfpflanzen und ein Brunnen schmücken auch heute wieder, wie damals, den Park. So wurde schon um 1900 in Artikeln verschiedener Gartenbauzeitschriften die Gestaltung des Parks als ein herausragendes Beispiel der Gartenkunst beschrieben. Zum originalen alten Baumbestand des Britzer Gutsparks gehören heute neben Robinien auch Linden, Rosskastanien, Ahorne, Platanen, Buchen und der älteste Ginkgo-Baum Berlins, der sicher seit den letzten Jahrzehnten des 19. Jahrhunderts den Park schmückt und vielleicht sogar schon unter Jouanne Mitte des 19. Jahrhunderts gepflanzt wurde. Auch lässt sich im Park eine Kopie der Büste des Ministers Rüdiger von Ilgen finden, die von Rudolf Siemering 1902 für die kaiserliche Siegesallee geschaffen wurde; ab 1954 hatte sogar das Original im Park einen Standort gefunden und wurde erst im Zuge der Restaurierungen 1985–1989 durch die Kopie ersetzt.

## Milchmädchen

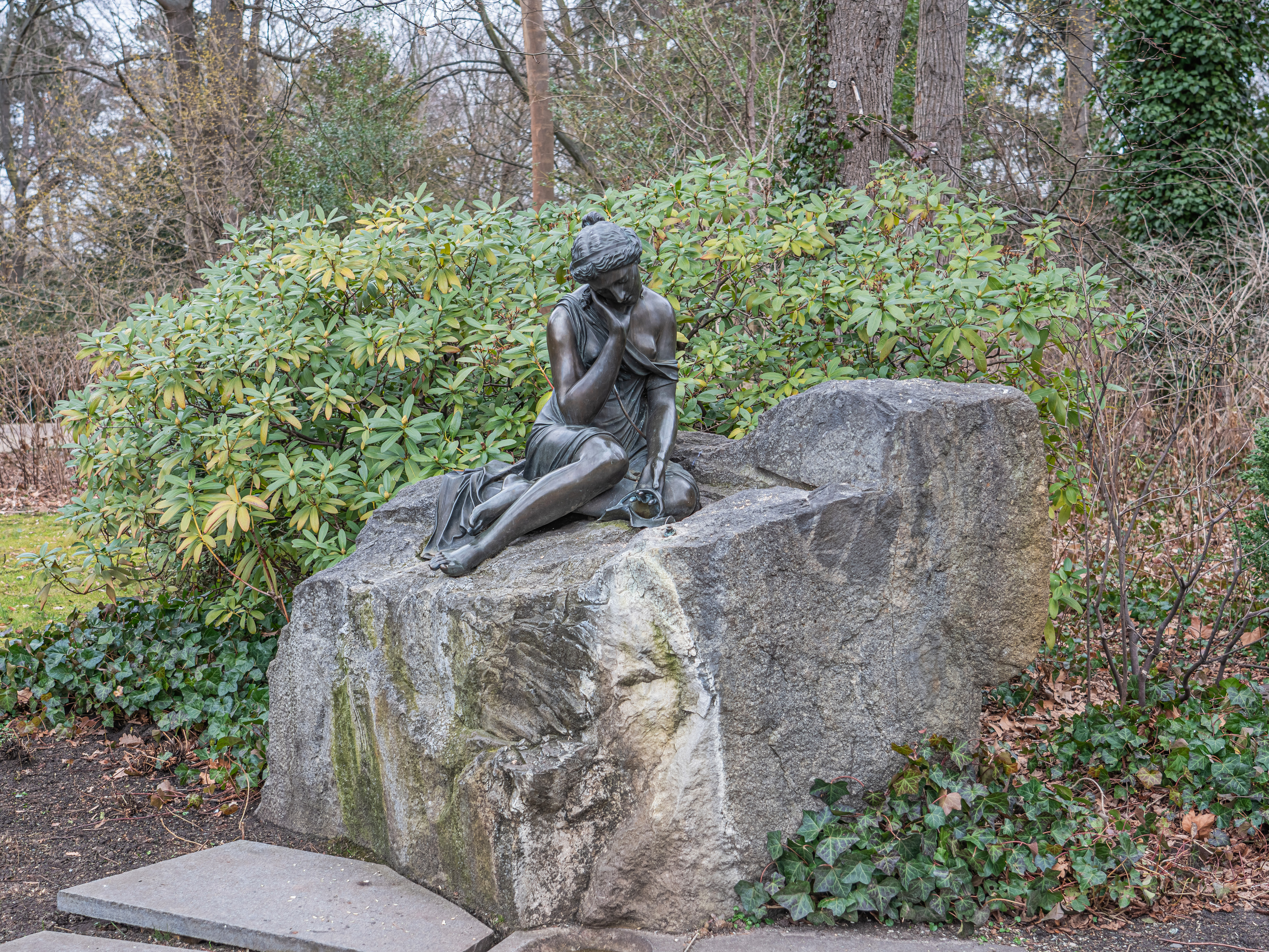
Das Milchmädchen im Gutspark des Schlosses Britz

Im Park befindet sich noch die Kopie der berühmten Milchmädchen-Bronzefigur, die Pawel Petrowitsch Sokolow 1816 für den Park des Katharinenpalastes bei Sankt Petersburg schuf. Die Geschichte des Milchmädchens geht auf die Fabel Der Milchtopf aus dem 17. Jahrhundert von Jean de La Fontaine zurück, die im 18. Jahrhundert Johann Wilhelm Ludwig Gleim zu einer eigenen Version inspirierte.

## Zitat
„Eine Parkbewohnerin ist an diesem Nachmittag besonders traurig – das ‚Milchmädchen‘. Am Rand eines Parkwegs weint die bronzene Schöne über ihren zerbrochenen Milchkrug. Das macht sie dort seit September 1998 – da kam die 1807 vom Bildhauer Pawel Petrowitsch Sokolow geschaffene Skulptur ‚Das Milchmädchen‘ aus Zarskoje Selo bei Sankt Petersburg als Kopie nach Britz. Auch als ‚Meilenstein der Freundschaft‘ – Schloss Britz kooperiert seit 1989 mit dem ehemaligen Zarenhof.“